# Махновка (Глобинский район)
Махновка (укр. Махнівка) — село,
Пузиковский сельский совет,
Глобинский район,
Полтавская область,
Украина.
Код КОАТУУ — 5320687505. Население по переписи 2001 года составляло 63 человека.
Село указано на трехверстовке Полтавской области. Военно-топографическая карта.1869 года как хутор Михайловка.

## Географическое положение
Село Махновка находится на левом берегу реки Омельник,
выше по течению на расстоянии в 1 км расположено село Пустовойтово,
ниже по течению на расстоянии в 1 км расположено село Заречное,
на противоположном берегу — село Новый Выселок.
По селу протекает пересыхающий ручей с запрудой.